# Suzuki TS50X
A Suzuki TS50X Japánban gyártott Suzuki robogó. 1984 és 2003 között gyártották. Ez egy vízhűtéses, egyhengeres motorja 50 köbcentiméteres. Egy 6 sebességes manuális váltó található benne.